# ナショナル・バスケットボール・リーグ (オーストラリア)
ナショナル・バスケットボール・リーグ（National Basketball League）は、1978年に発足したオーストラリアのプロバスケットボールリーグである。略称NBL。

## 概略
10月から4月にかけてリーグ戦で争われる。ニュージーランドのチームを含む、10チームが参加している。2006-07シーズンからはシンガポールのチームも加わったが、撤退した。
2007-08シーズンからはハマーが命名権を買収した。かつては三菱自動車がスポンサーを務めた時期もあった。
下部リーグとしてオーストラリア・バスケットボール・アソシエーション（ABA）が存在していた。
2013年、バスケットボールオーストラリア（国内競技連盟）から独立。

## 2024-25シーズン所属クラブ
| クラブ名                               | ホームタウン | 創設年 | 加盟年 |
| -------------------------------------- | ------------ | ------ | ------ |
| アデレード・サーティシクサーズ         | アデレード   | 1982   | 1982   |
| ブリスベン・ブレッツ                   | ブリスベン   | 1979   | 2016   |
| ケアンズ・タイパンズ                   | ケアンズ     | 1999   | 1999   |
| イラワラ・ホークス                     | ウロンゴン   | 1979   | 1979   |
| メルボルン・ユナイテッド               | メルボルン   | 1931   | 1984   |
| ニュージーランド・ブレイカーズ         | オークランド | 2003   | 2003   |
| パース・ワイルドキャッツ               | パース       | 1982   | 1982   |
| サウスイーストメルボルン・フェニックス | メルボルン   | 2019   | 2019   |
| シドニー・キングス                     | シドニー     | 1988   | 1988   |
| タスマニア・ジャックジャンパーズ       | タスマニア   | 2020   | 2021   |

## ライバル対決
- アデレード・サーティシクサーズ vs ブリスベン・ブレッツ
- アデレード・サーティシクサーズ vs メルボルン・ユナイテッド
- アデレード・サーティシクサーズ vs パース・ワイルドキャッツ
- ケアンズ・タイパンズ vs タウンズビル・クロコダイルズ
- イラワラ・ホークス vs シドニー・キングス
- ニュージーランド・ブレイカーズ vs パース・ワイルドキャッツ

## 過去の参加チーム
| クラブ                                   | NBL在籍年度 |
| ---------------------------------------- | ----------- |
| バンクスタウン・ブルーインズ             | 1979-1985   |
| キャンベラ・キャノンズ                   | 1979-2003   |
| シティ・オブ・シドニー・アストロノーツ   | 1979-1981   |
| コーブルク・ジャイアンツ                 | 1980-1986   |
| デボンポート・ウォリアーズ               | 1983-1984   |
| イーストサイド・メルボルン・スペクトレス | 1987-1991   |
| フォレストビル・イーグルス               | 1981        |
| フランクストン・ベアーズ                 | 1983-1984   |
| ジーロング・キャッツ / スーパーキャッツ  | 1982-1996   |
| グレネルグ・タイガース                   | 1979        |
| ゴールドコースト・ローラーズ             | 1990-1996   |
| ゴールドコースト・ブレイズ               | 2007-2012   |
| ホバート・デビルス                       | 1983-1996   |
| ハンター・パイレーツ                     | 2004-2006   |
| ローンセストン・カジノ・シティ           | 1980-1982   |
| ニューカッスル・ファルコンズ             | 1979-1999   |
| ノース・メルボルン・ジャイアンツ         | 1987-1998   |
| ナンアワディング・スペクトレス           | 1979-1986   |
| シンガポール・スリンガーズ               | 2006-2008   |
| サウス・ドラゴンズ                       | 2006-2009   |
| サウス・イースト・メルボルン・マジック   | 1992-1998   |
| サザン・メルボルン・セインツ             | 1991        |
| セント・キルダ・セインツ                 | 1979-1986   |
| シドニー・スーパーソニックス             | 1982-1987   |
| ビクトリア・ジャイアンツ                 | 2002-2004   |
| ビクトリア・タイタンズ                   | 1998-2002   |
| ウェスト・アデレード・ベアキャッツ       | 1979-1984   |
| ウェスト・シドニー・レザーバックス       | 1998-2008   |
| ウェスト・シドニー・ウェスターズ         | 1986-1987   |
| ウェスト・トーレンス・イーグルス         | 1980        |
| ウェストサイド・メルボルン・セインツ     | 1987-1990   |
| タウンズビル・クロコダイルズ             | 1993-2016   |

## 歴代NBLファイナル記録
| 太字 | NBLグランドファイナル優勝チーム |

| シーズン  | ホーム                                 | 結果   | アウェイ                           |
| --------- | -------------------------------------- | ------ | ---------------------------------- |
| 1979      | セント・キルダ・セインツ               | 94–93  | キャンベラ・キャノンズ             |
| 1980      | ウェスト・アデレード・ベアキャッツ     | 88–113 | セント・キルダ・セインツ           |
| 1981      | ロンセストン・カジノ・シティ           | 75–54  | ヌーナウェイディング・スペクターズ |
| 1982      | ウェスト・アデレード・ベアキャッツ     | 80–74  | ジーロング・キャッツ               |
| 1983      | キャンベラ・キャノンズ                 | 75–73  | ウェスト・アデレード・ベアキャッツ |
| 1984      | ブリスベン・ブレッツ                   | 82–84  | キャンベラ・キャノンズ             |
| 1985      | ブリスベン・ブレッツ                   | 121–95 | アデレード・サーティシクサーズ     |
| 1986      | アデレード・サーティシクサーズ         | 2–1    | ブリスベン・ブレッツ               |
| 1987      | ブリスベン・ブレッツ                   | 2–0    | パース・ワイルドキャッツ           |
| 1988      | ノース・メルボルン・ジャイアンツ       | 1–2    | キャンベラ・キャノンズ             |
| 1989      | ノース・メルボルン・ジャイアンツ       | 2–0    | キャンベラ・キャノンズ             |
| 1990      | ブリスベン・ブレッツ                   | 1–2    | パース・ワイルドキャッツ           |
| 1991      | パース・ワイルドキャッツ               | 2–1    | イーストサイド・スペクターズ       |
| 1992      | サウス・イースト・メルボルン・マジック | 2–1    | メルボルン・タイガース             |
| 1993      | パース・ワイルドキャッツ               | 1–2    | メルボルン・タイガース             |
| 1994      | ノース・メルボルン・ジャイアンツ       | 2–0    | アデレード・サーティシクサーズ     |
| 1995      | パース・ワイルドキャッツ               | 2–1    | ノース・メルボルン・ジャイアンツ   |
| 1996      | サウス・イースト・メルボルン・マジック | 2–1    | メルボルン・タイガース             |
| 1997      | サウス・イースト・メルボルン・マジック | 1–2    | メルボルン・タイガース             |
| 1998      | サウス・イースト・メルボルン・マジック | 0–2    | アデレード・サーティシクサーズ     |
| 1998-99   | アデレード・サーティシクサーズ         | 2–1    | ビクトリア・タイタンズ             |
| 1999-2000 | パース・ワイルドキャッツ               | 2–0    | ビクトリア・タイタンズ             |
| 2000-01   | ウロンゴン・ホークス                   | 2–1    | タウンズビル・クロコダイルズ       |
| 2001-02   | アデレード・サーティシクサーズ         | 2–1    | ウェスト・シドニー・レザーバックス |
| 2002-03   | シドニー・キングス                     | 2–0    | パース・ワイルドキャッツ           |
| 2003-04   | シドニー・キングス                     | 3–2    | ウェスト・シドニー・レザーバックス |
| 2004-05   | シドニー・キングス                     | 3–0    | ウロンゴン・ホークス               |
| 2005-06   | シドニー・キングス                     | 0–3    | メルボルン・タイガース             |
| 2006-07   | ブリスベン・ブレッツ                   | 3–1    | メルボルン・タイガース             |
| 2007-08   | シドニー・キングス                     | 2–3    | メルボルン・タイガース             |
| 2008-09   | サウス・ドラゴンズ                     | 3–2    | メルボルン・タイガース             |
| 2009-10   | パース・ワイルドキャッツ               | 2–1    | ウロンゴン・ホークス               |
| 2010-11   | ニュージーランド・ブレイカーズ         | 2–1    | ケアンズ・タイパンズ               |
| 2011-12   | ニュージーランド・ブレイカーズ         | 2–1    | パース・ワイルドキャッツ           |
| 2012-13   | ニュージーランド・ブレイカーズ         | 2–0    | パース・ワイルドキャッツ           |
| 2013-14   | パース・ワイルドキャッツ               | 2–1    | アデレード・サーティシクサーズ     |
| 2014-15   | ケアンズ・タイパンズ                   | 0–2    | ニュージーランド・ブレイカーズ     |
| 2015-16   | パース・ワイルドキャッツ               | 2–1    | ニュージーランド・ブレイカーズ     |
| 2016-17   | パース・ワイルドキャッツ               | 3-0    | イラワラ・ホークス                 |
| 2017-18   | メルボルン・ユナイテッド               | 3-2    | アデレード・サーティシクサーズ     |
| 2018-19   | パース・ワイルドキャッツ               | 3-1    | メルボルン・ユナイテッド           |
| 2019-20   | シドニー・キングス                     | 1-2    | パース・ワイルドキャッツ           |
| 2020-21   | メルボルン・ユナイテッド               | 3-0    | パース・ワイルドキャッツ           |
| 2021-22   | シドニー・キングス                     | 3-0    | タスマニア・ジャックジャンパーズ   |
| 2022-23   | シドニー・キングス                     | 3-2    | ニュージーランド・ブレイカーズ     |
| 2023-24   | メルボルン・ユナイテッド               | 2-3    | タスマニア・ジャックジャンパーズ   |
| 2024-25   | イラワラ・ホークス                     | 3–2    | メルボルン・ユナイテッド           |